# Округ Монтгомери (Ајова)
Округ Монтгомери (енгл. Montgomery County) је округ у америчкој савезној држави Ајова.

## Демографија
По попису из 2010. године број становника је 10.740, што је 1.031 (-8,8%) становника мање 2000. године.
| Група             | 2000.          | 2010.          |
| Белци             | 11.489 (97,6%) | 10.265 (95,6%) |
| Афроамериканци    | 9 (0,1%)       | 25 (0,2%)      |
| Азијати           | 29 (0,2%)      | 23 (0,2%)      |
| Хиспаноамериканци | 153 (1,3%)     | 305 (2,8%)     |
| Укупно            | 11.771         | 10.740         |